# Himmelska dagar (musikalbum)
Himmelska dagar är ett musikalbum av Eldkvarn, utgivet den 29 januari 1987. 
Himmelska dagar gavs ut som en dubbel-LP. CD-upplagan består dock av endast en skiva. Albumet vann en Grammis för Bästa album 1988. 
Bernt Rosengren medverkade som saxofonist och arrangör.

## Låtlista
Alla låtar är skrivna och komponerade av Plura Jonsson om inget annat anges. 
| Nr  | Titel                        | Kompositör    | Notering                             | Längd |
| --- | ---------------------------- | ------------- | ------------------------------------ | ----- |
| 1.  | Intro                        |               |                                      | 0:30  |
| 2.  | Vild, vild, vild             |               | Finns även live på Tempel av alkohol | 3:22  |
| 3.  | Ett hjärta för mycket        |               |                                      | 4:07  |
| 4.  | Ta min hand                  |               | Finns även live på Svart gig         | 6:30  |
| 5.  | Söders kors                  |               |                                      | 4:05  |
| 6.  | Första klass                 |               |                                      | 7:01  |
| 7.  | Älskaren från det öde landet |               |                                      | 7:43  |
| 8.  | Vill inte förlora igen       |               | Finns även live på Kärlekens törst   | 4:20  |
| 9.  | Kungsholmskopplet            | Carla Jonsson |                                      | 3:46  |
| 10. | Älskling kom                 |               |                                      | 4:06  |
| 11. | Stora steg, stora tårar      |               |                                      | 3:34  |
| 12. | Blond bomb                   | Carla Jonsson |                                      | 6:16  |
| 13. | Bröllop i Bolivia            |               |                                      | 5:31  |
| 14. | Alice                        |               | Finns även live på Kärlekens väg     | 9:01  |
| 15. | Tennsoldater                 |               |                                      | 4:06  |

## Listplaceringar
| Lista (1987) | Topplacering |
| ------------ | ------------ |
| Sverige      | 7            |